# Ziprasidonă
Ziprasidona este un antipsihotic atipic derivat de benzoizotiazol, fiind utilizat în tratamentul schizofreniei și al episoadelor maniacale sau mixte din cadrul tulburării bipolare. Căile de administrare disponibile sunt orală și intramusculară.